# Dichaetomyia guirii
Dichaetomyia guirii är en tvåvingeart som beskrevs av Adrian C. Pont 1978. Dichaetomyia guirii ingår i släktet Dichaetomyia och familjen husflugor. Inga underarter finns listade i Catalogue of Life.